# Schloss Liel

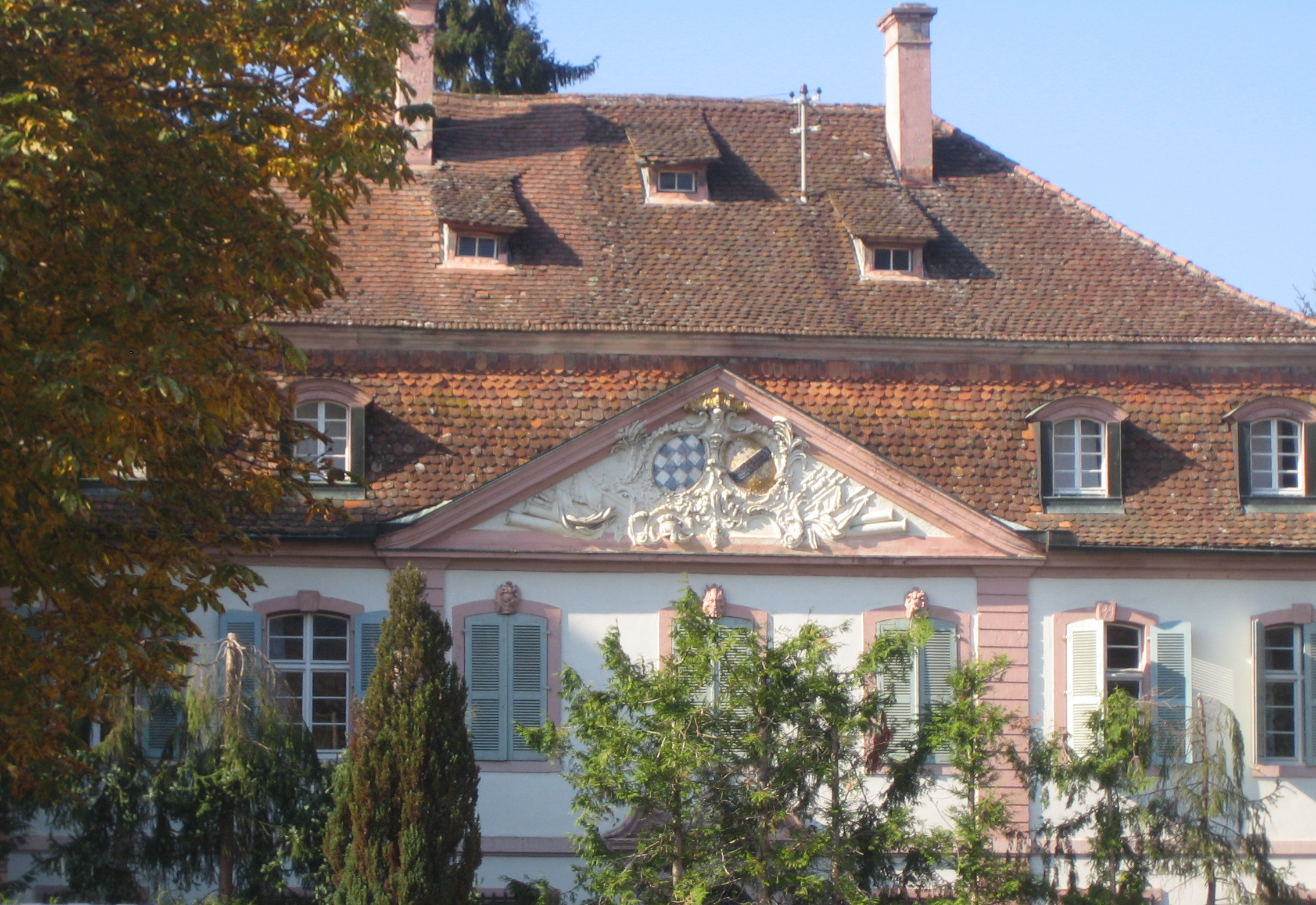
Das Lieler Schloss

Das Schloss Liel, auch Lieler Schloss, ist ein Schloss im Stil des Barock im Ortsteil Liel der Gemeinde Schliengen im Markgräflerland.

## Geschichte
Der ursprüngliche Sitz des Adelsgeschlechtes der Herren von Baden zu Liel war ein abgegangenes Wasserschloss nahe der Kirche. 1150 war der Ort an das Kloster Beinwil gekommen und stand 1426 im Eigentum der Kartause St. Margarethental in Basel. Die Herren von Baden waren die Vögte des Klosters und kauften 1469 die Güter des Klosters in Liel, nachdem Konrad von Baden bereits 1410 von Katharina von Burgund mit dem Ort Liel belehnt worden war. Im Zusammenhang mit dem Alten Zürichkrieg verbündete sich die Stadt Basel mit der Stadt Rheinfelden.
Am 25. August 1445 zerstörten Truppen des Erzherzog Albrecht von Österreich auf ihrem Zug von Neuenburg am Rhein nach Rheinfelden das Wassersschloss Liel das dem Basler Bürger Nikolaus von Baden gehörte und von der nur aus 10 Söldnern bestehenden Besatzung kampflos übergeben wurde.
Die Herren von Baden gehörten später zu den Breisgauer Landständen.
Um 1750 wurde das neue Schloss im Stil des Barock nach Plänen des Basler Baumeisters Johann Jacob Fechter im Auftrag von Franz Benedikt von Baden errichtet. Nachdem die Freiherren von Baden 1830 im männlichen Stamm ausgestorben waren, erbten die Freiherren von Türckheim das Schloss. Von diesen ging es an die Freiherren von Schweickhard über, die es an den Plantagenbesitzer Oskar Eckels verkauften. Danach gehörte das Schloss verschiedenen Besitzern, darunter der Industriellenfamilie Hoffmann-La Roche aus Basel. Um 1908 wird Alexander Nikolaus Boegler als Schlossbesitzer genannt. 1924 kaufte die Opernsängerin Beatrice Sutter-Kottlar das Schloss, wo sie 1935 unter ungeklärten Umständen starb. Ihr Ehemann, Otto Ernst Sutter, verkaufte es 1940 an die Gemeinde, die dort Wohnungen einrichtete. Heute ist das Schloss wieder in Privatbesitz, Eigentümer ist Dr. Klaus Brabender von Lossberg.

## Die Schlossanlage
Das Schloss ist zweigeschossig und trägt ein Mansarddach. Im Giebel befindet sich ein Allianzwappen der Herren von Rotberg. Zum Schloss gehörten ein Park, ein Ökonomiegebäude, ein kleines Barocktheater und ein weiteres Gebäude, das später als Rathaus von Liel genutzt wurde.

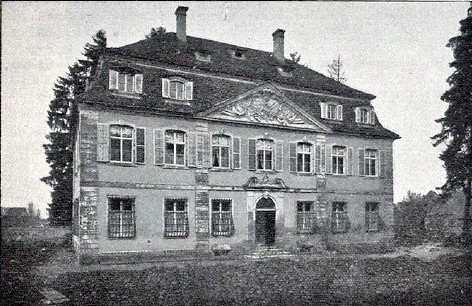
Schloss Liel um 1900
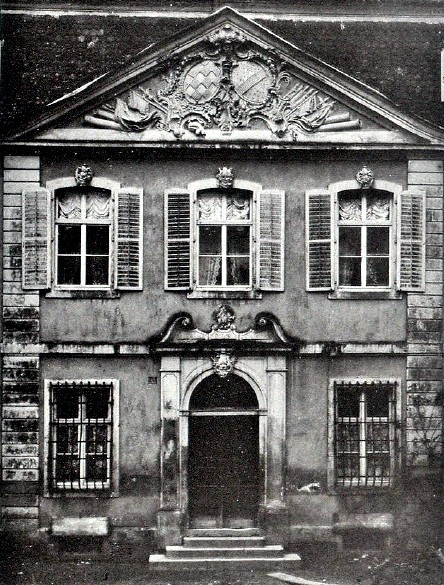
Portal Schloss Liel um 1900
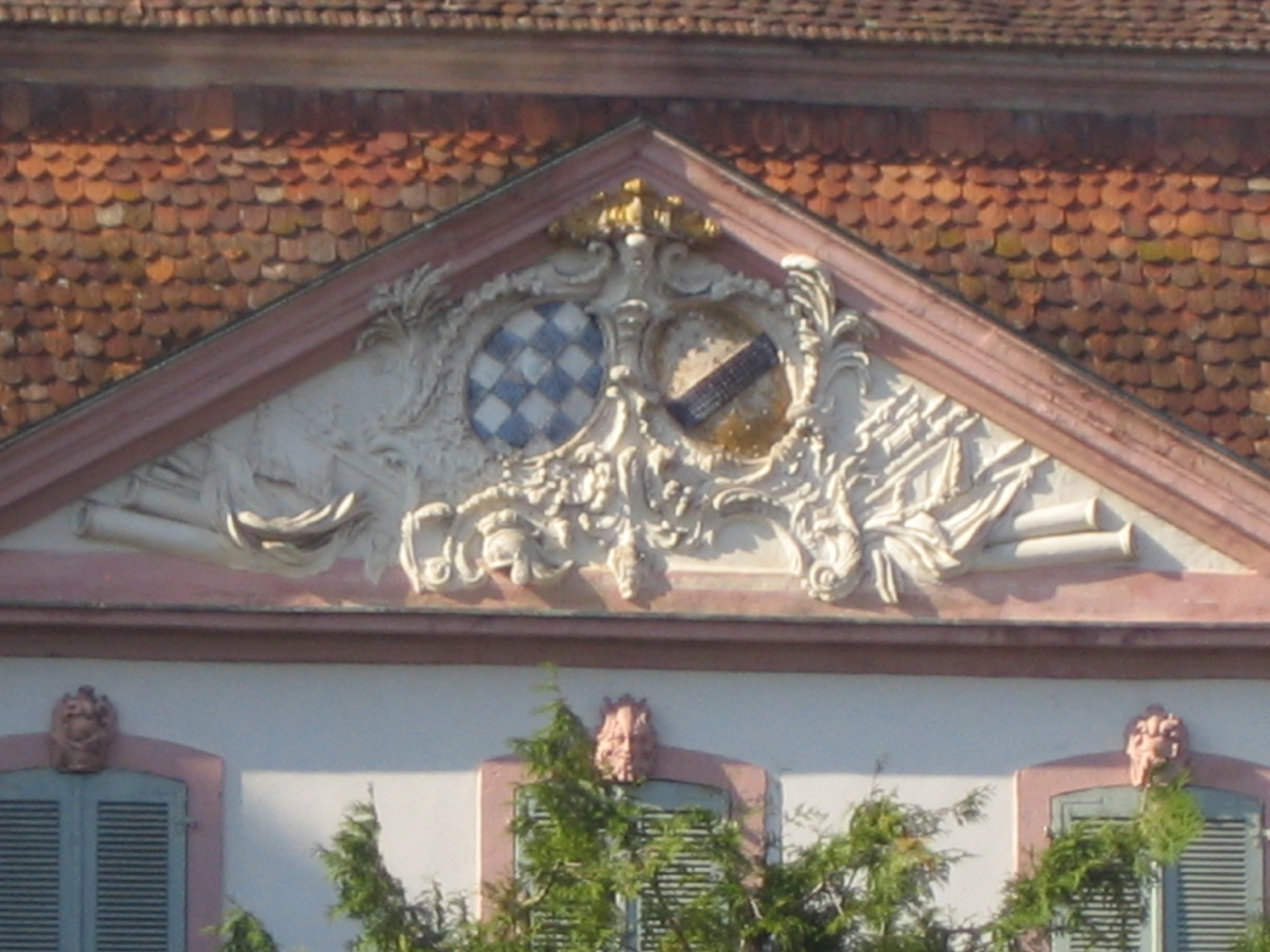
Giebel von Schloss Liel mit dem Allianzwappen derer von Baden und von Rotberg

Im Mansardgeschoß war eine Kapelle eingebaut, die an Decke und Wänden Stuckarbeiten aufwies.

## Mineralquelle Lieler Schlossbrunnen
1560 ließ Hans Balthasar von Baden eine eisenhaltige Quelle erschließen, die sich auf dem Schlosshof befindet. Die Quelle wird von der Firma Lieler Schlossbrunnen genutzt, deren Verwaltung sich im ehemaligen Kavaliersbau befindet. Von 1848 bis 1892 bestand eine Badeanstalt, die Kuranlage mit Park war noch um 1920 in Betrieb.